# Fô
Fô è un dipartimento del Burkina Faso classificato come comune, situato nella provincia di Houet, facente parte della Regione degli Alti Bacini.
Il dipartimento si compone del capoluogo e di altri 14 villaggi: Bouboura, Dangounani, Dawera, Dintoloma, Dorona, Kibe, Kiebani, Kogoue, Kokoroba, Lanfiera, Mossidougou, Moussabougou, Wattinnoma e Yelintouta.